# Нотный стан
Нотный стан (нотоносец) в музыкальной нотации — набор параллельных горизонтальных линий (нотных линеек), на которых и между которыми записываются ноты. Нотный стан состоит, как правило, из пяти линеек, однако применяются также нотоносцы из одной (нотоносец-«нитка»), четырёх, шести и другого количества линеек, бывают даже нотоносцы без линеек (используется, например, в хоровом пении для обозначения партий «хлопки в ладоши», «щелчки пальцами», «топ ногой»).
Справа от ключа (если он есть), в начале каждой строки указываются также ключевые знаки альтерации.
Ноты, высота которых выходит за пределы, охватываемые станом, снабжаются добавочными линейками.
Ноты, расположенные в нижней половине нотного стана, принято записывать штилем вверх, в верхней части — штилем вниз. На одном нотоносце могут быть записаны ноты как для одного, так и для большего количества голосов. У голосов с одинаковым ритмом штиль может быть общим. В иных случаях верхние голоса записывают штилем наверх, нижние — штилем вниз. Если дополнительных линеек требуется слишком много, и их количество затрудняет восприятие, возможна запись этой группы нот на нотоносце с другим ключом. Штили в этом случае ставятся таким образом, чтобы было возможно объединить эту группу ребром. Данные правила носят рекомендательный характер. В каждом случае наборщик должен руководствоваться соображениями наибольшего удобства и однозначности восприятия нот при исполнении произведения.
Ноты для большинства музыкальных инструментов записываются на одном нотоносце. На двух нотоносцах, объединённых фигурной акколадой, записываются стандартные ноты для фортепиано, арфы. На трёх нотных станах записывают партию органа. Нотоносцы, объединенные акколадой, могут иметь как одинаковое, так и разное количество линеек (хоровое пение). Использование нескольких нотоносцев обусловлено широким диапазоном инструмента, двуручным или многоручным исполнением, сложностью музыкального произведения, в том числе так называнием «перебеганием нот» с одного нотоносца на другой. Количество нотоносцев может меняться в пределах одного музыкального произведения в зависимости от потребностей.
Нотный стан делится поперек одинарными вертикальными чертами на отрезки-такты. Иногда, если такт слишком длинный, он может быть дополнительно разбит на части вертикальной пунктирной линией. В конце произведения или  значимого фрагмента, перед сменой знака или размера ставится двойная вертикальная черта. Двоеточие слева от двойной вертикальной черты (реприза) указывает на то, что данный фрагмент необходимо повторить (например, припев песни). На двух и более нотоносцах, объединенных акколадой, тактовая и прочие вертикальные черты проводятся насквозь через все нотоносцы. Таким образом, высота линии равна высоте акколады. В нотоносцах с одной линейкой высота тактовой черты сверху и снизу равна расстоянию между линейками стандартного нотоносца либо, реже, высоте нотоносца с пятью линейками. Второе правило применимо и к нотному стану без линеек.